# Kirsten van de Ven

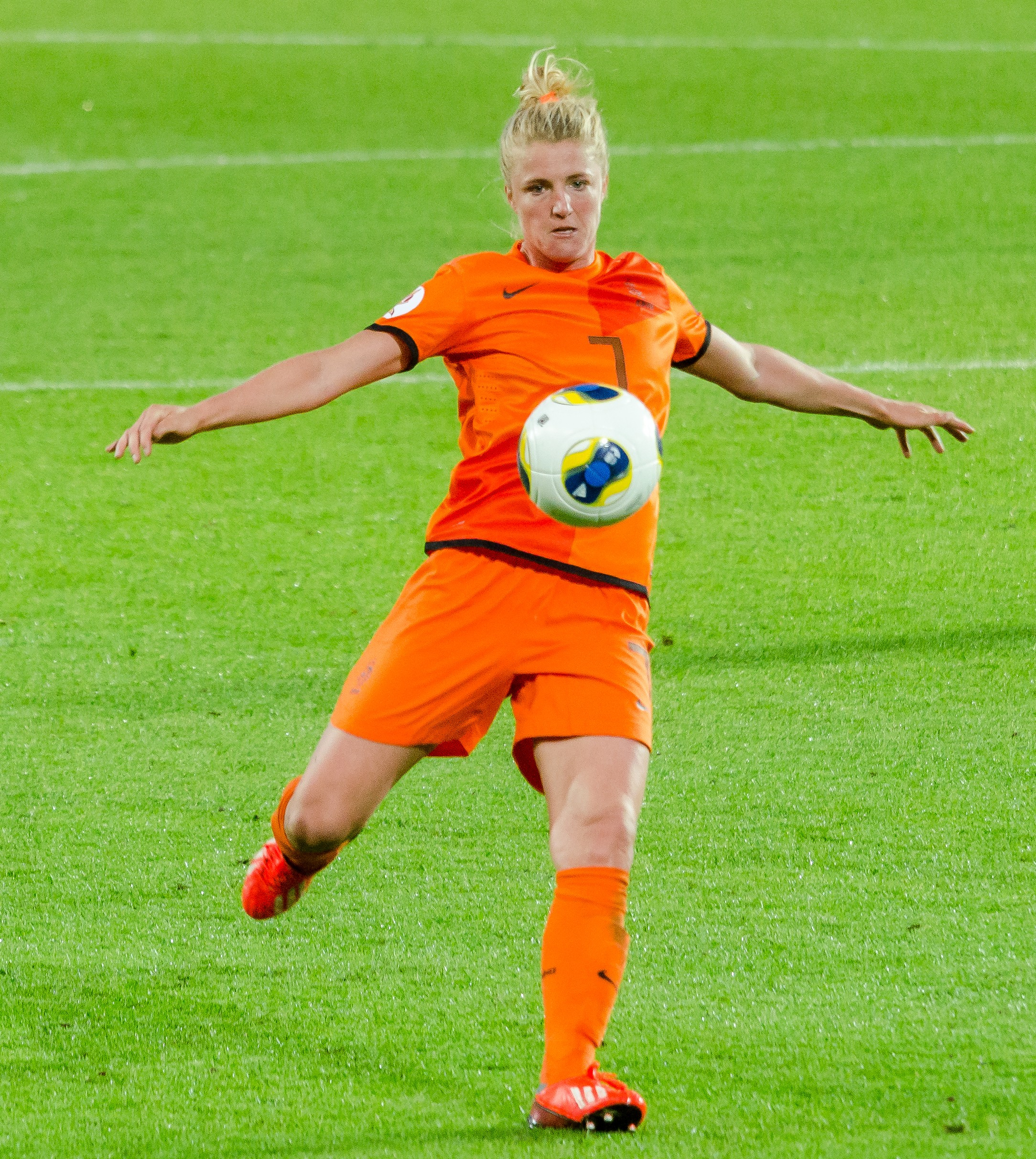
Van de Ven, Fußball-Europameisterschaft der Frauen 2013

Kirsten Johanna Maria van de Ven (* 11. Mai 1985 in Heesch) ist eine niederländische Fußballspielerin.

## Vereinskarriere
Van de Ven begann mit dem Fußballspielen beim HVC Heesch, in der Jungenmannschaft. Mit 18 Jahren ging sie zum Studium in die USA. Mit dem Team der Bobcats von der Quinnipiac University aus Hamden (Connecticut) spielte sie in der Northeast Conference. Sie war in 18 Spielen an 23 von 27 Saisontoren der Bobcats beteiligt: zwölf erzielte sie selbst, elf bereitete sie vor. In ihrem ersten Jahr wurde die offensive Mittelfeldspielerin in ihrer Liga sowohl zum Newcomer wie auch zur Spielerin des Jahres gewählt; sie war erst die zweite Spielerin, der dies in der Geschichte der NEC gelang.
Nach einem Jahr wechselte sie die Universität und studierte an der Florida State in Tallahassee. Hier spielte sie drei Jahre lang. Während der Semesterferien 2008 trainierte sie einige Wochen bei Willem II. Nachdem sie ihr Psychologiestudium mit den Prüfungen als Bachelor abgeschlossen hatte, kehrte sie in die Niederlande zurück und schloss sich in der Winterpause 2007/08 Willem II an. In der Eredivisie erzielte sie bis Ende der Saison 2008/09 in 24 Spielen zehn Tore. Von Anfang 2010 bis zum Winter 2013 spielt sie beim schwedischen Erstligisten Tyresö FF. Seit Januar 2014 steht sie beim FC Rosengård unter Vertrag.

## Nationalmannschaft
Van de Ven spielte bereits in der U-17-Nationalmannschaft unter anderem gemeinsam mit Marije Brummel und Manon Melis. Sie hatte bereits 33 Spiele mit zehn Treffern in der U-19-Nationalmannschaft absolviert, als sie im August 2004 ihr Debüt in der A-Elf gab. Bis August 2009 folgten 27 weitere Länderspiele; erst ein Mal allerdings konnte sie für Oranje ein Tor erzielen.
Kirsten van de Ven gehörte zum Kader der Niederländerinnen bei der EM-Endrunde in Finnland. Dabei erzielte sie zwei Tore und ist damit beste EM-Torschützin der Niederlande.
2015 spielte sie bei der WM-Endrunde in Kanada. Ihren ersten Einsatz hatte sie im ersten WM-Spiel der Niederländerinnen, als sie beim 1:0 gegen Neuseeland in der Nachspielzeit eingewechselt wurde. Zum zweiten Einsatz kam sie wieder als Einwechselspielerin im letzten Vorrundenspiel gegen Gastgeber Kanada und erzielte das für das Weiterkommen entscheidende Ausgleichstor. Auch im Achtelfinale erzielte sie gegen Titelverteidiger Japan ein Tor – wieder nach Einwechslung. Das Tor in der Nachspielzeit kam aber zu spät um die Niederlage noch abzuwenden, so dass die Niederländerinnen bei ihrer ersten Teilnahme als letzter Neuling ausschieden. Obwohl sie nur knapp 60 Minuten (inkl. Nachspielzeiten) in drei Spielen zum Einsatz kam, ist sie mit zwei Toren nun auch beste WM-Torschützin der Niederlande.

## Erfolge

### Im Verein
- Zweiter Platz Eredivisie 2009 (Willem II)

### In der Nationalmannschaft
- Teilnahme an der EM-Endrunde 2009 (Nationalmannschaft)
- Teilnahme an der WM-Endrunde 2015 (Nationalmannschaft), beste Torschützin der Niederlande

### Als Spielerin
- NEC Rookie of the Year 2004 (Quinnipiac University)
- NEC Player of the Year 2004 (Quinnipiac University)